# 李敬 (公主)
清河公主（624年—664年），名敬，表字德贤，中国唐朝唐太宗李世民第十一女，庶出。贞观二年（628年），获清河公主封号，食邑三千户。贞观七年（633年），下嫁凌烟阁二十四功臣之一程知节（即程咬金）的次子程怀亮（也作知亮、处亮、弘亮）。麟德元年（664年），清河公主去世，陪葬昭陵。

## 传记资料
- 《新唐書》卷八十三·列传第八·公主传